# Cass County, Minnesota
Cass County är ett administrativt område i delstaten Minnesota i USA, med 28 567 invånare. Den administrativa huvudorten (county seat) är Walker.

## Politik
Cass County har röstat för republikanernas kandidat i 78 procent av presidentvalen sedan 1980 och i samtliga presidentval under 2000-talet. Även historiskt har republikanerna varit starka i området, med undantag för 1930- och 40-talen. I valet 2016 var siffrorna 62,4 procent för republikanernas kandidat mot 30,9 för demokraternas kandidat.

## Geografi
Enligt United States Census Bureau har countyt en total area på 6 253 km². 5 226 km² av den arean är land och 1 027 km² är vatten.

### Angränsande countyn
- Itasca County - nordost
- Aitkin County - sydost
- Crow Wing County - sydost, syd
- Morrison County - syd
- Todd County - sydväst
- Wadena County - väster, sydväst
- Hubbard County - nordväst
- Beltrami County - nordväst